# Prinzessin-Diana-Gedenkbrunnen

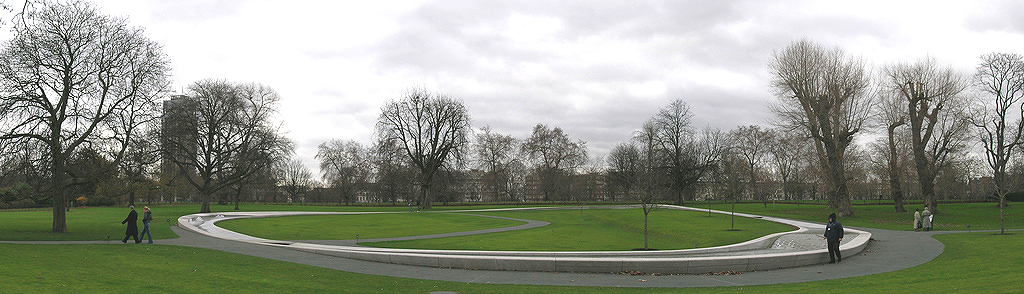
Prinzessin-Diana-Gedenkbrunnen

Der Prinzessin-Diana-Gedenkbrunnen ist ein in London befindliches, 2004 eingeweihtes Denkmal für Diana, Princess of Wales. Der Prinzessin-Diana-Gedenkbrunnen ist ein in London befindliches, 2004 eingeweihtes Denkmal für Diana, Princess of Wales. Die rund 50 m × 80 m große, ovale Anlage befindet sich im südwestlichen Bereich des Hyde Parks in unmittelbarer Nachbarschaft zum Serpentine-See.

## Errichtung
Der Gedenkbrunnen wurde von der amerikanischen Landschaftsarchitektin Kathryn Gustafson und ihrem Kollegen Neil Porter vom Büro Gustafson Porter + Bowman entworfen. Die Grundsteinlegung zur Errichtung fand im September 2003 durch Königin Elisabeth II. statt, eingeweiht wurde der Brunnen am 6. Juli 2004. Er besteht aus 545 jeweils 3 bis 6 m breiten Einzelteilen aus Granit, die aus Cornwall stammen und in Nordirland mit Hilfe einer computergesteuerten Fräsmaschine hergestellt wurden. Die Baukosten der begehbaren Brunnenanlage beliefen sich auf rund 3,6 Mio. Pfund.
Bereits kurz nach Inbetriebnahme gab es Probleme mit der Sicherheit des Brunnens für die Besucher im Park; nachdem mehrere Menschen ausgeruscht waren, wurde der Brunnen zeitweise abgesperrt.
Zudem wurde nach nur leichtem Regen der umgebende Boden durch überlaufendes Wasser aufgeweicht, so dass man befürchtete, er könnte bei stärkeren Regenfällen verschlammen. Im Dezember 2004 installierte man daher ein neues System zur besseren Entwässerung des Bodens, stark frequentierte Laufflächen wurden gepflastert und ein widerstandsfähigerer Rasen gepflanzt. Die Probleme und die aus diesen resultierenden Kosten wurden mit jenen verglichen, die es nach der Eröffnung der Millennium Bridge gegeben hatte, die nach ihrer Eröffnung beim Betreten durch Menschen so stark ins Schwingen geriet, dass sie kurzfristig wieder geschlossen und saniert werden musste.

## Erscheinungsbild
Der Brunnen befindet sich auf einem leicht abschüssigen Gelände und besteht in Form einer ovalen, unterschiedlich geformten Rinne, durch die Wasser in ein tiefer gelegenes Sammelbecken fließt. Das Wasser läuft auf der einen Seite eher ruhig, mit leichter Kräuselung, auf der anderen Seite wird durch die kurvige und stufige Konstruktion ein wilderer Fluss verursacht. Dieses Konzept soll die glücklichen sowie turbulenten Jahre in Dianas Leben zum Ausdruck bringen. Zudem sollte die Begehbarkeit des Brunnens und der so ermöglichte Kontakt des Menschen mit dem Wasser die zugängliche Persönlichkeit Dianas versinnbildlichen.
Aufgrund der nach der Eröffnung aufgetretenen Sicherheitsprobleme wurde der Brunnen zwar im Sommer 2004 zeitweise für die Öffentlichkeit geschlossen, doch bereits im selben Jahr wurde die Zugänglichkeit wiederhergestellt.
Der Brunnen ist seitdem von einem in einiger Entfernung stehenden kleinen Zaun umgeben, an diesem wiederum sind Schilder angebracht, auf denen neben grundlegenden Informationen zum Brunnen auch Hinweise bzw. Weisungen für eine ordnungsgemäße Nutzung zu lesen stehen. Demnach wird eine Nutzung des Brunnens zur Erfrischung in gewissem Rahmen gewährt, es werden verschiedene Sicherheitshinweise gegeben und es wird um eine ruhige Nutzung gebeten (“Please feel free to sit on the side and paddle your feet and hands […] Please respect the Memorial and your fellow visitores […] Memorial fountain water is not suitable for drinking […] Take care not to drop food or litter in the Memorial […] We ask you to supervise your children all the time.”); ähnliche Hinweise finden sich auch auf der Webseite der Königlichen Parks zum Prinzessin-Diana-Gedenkbrunnen (“Please feel free to sit on the edge of the Memorial and refresh your feet […] At busy times, stewards are present to enhance visitor experience.”).
Während man die ungegenständliche Gestaltung des Memorials mit dem britischen Architekturprofessor Quentin Stevens – der es in dieser Hinsicht mit dem von Peter Eisenman entworfenen Denkmal für die ermordeten Juden Europas vergleicht – als zeitgenössische Denkmalskonzeption würdigen kann, die Menschen anstelle monumentaler Bildlichkeit alternative Möglichkeiten der sinnlichen Wahrnehmung und räumlichen Interaktion bietet, wurde das Resultat auch als “Diana's ditch” („Dianas Graben“) und “moat without a castle” („Burggraben ohne Burg“) verspottet.

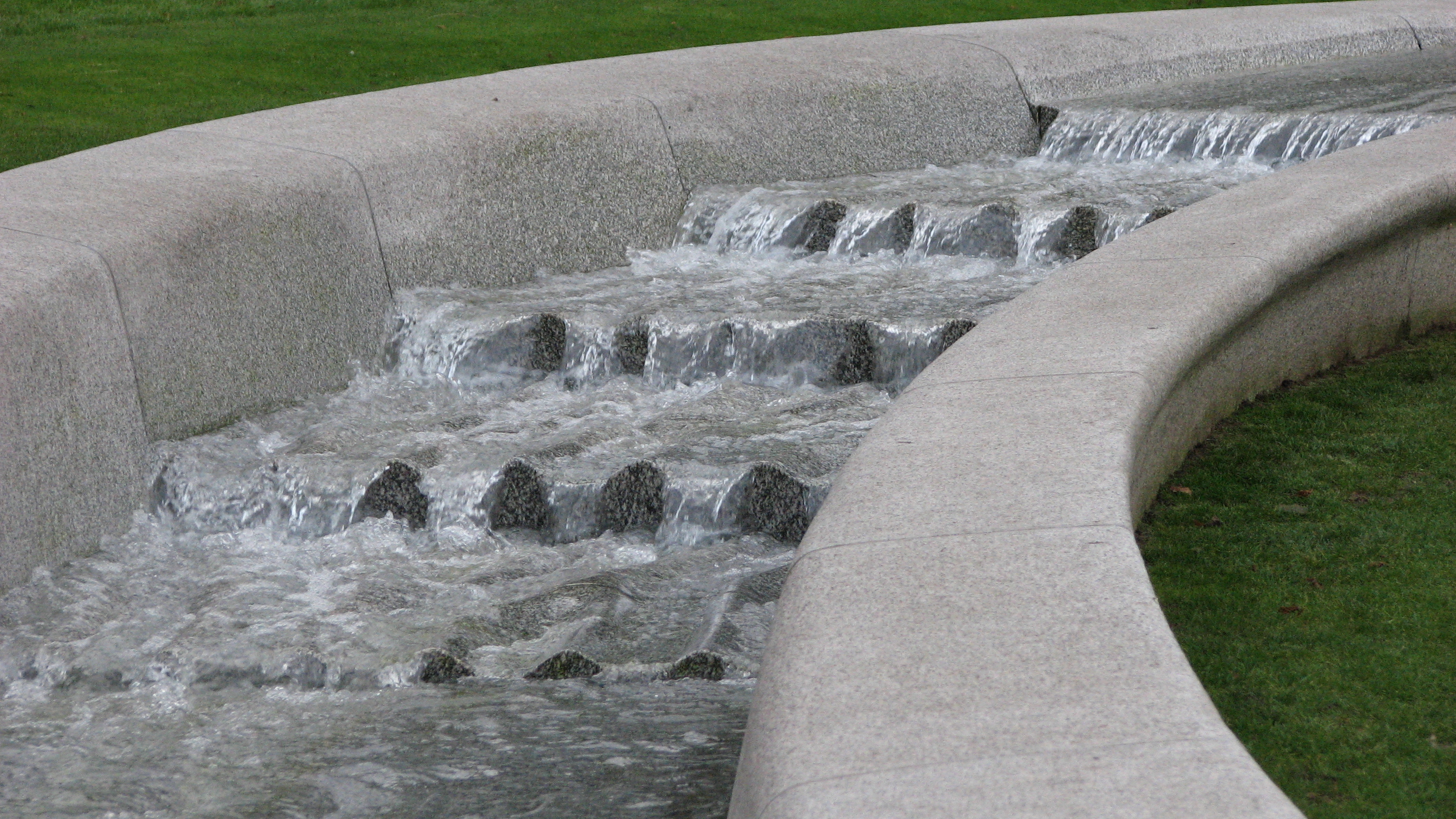
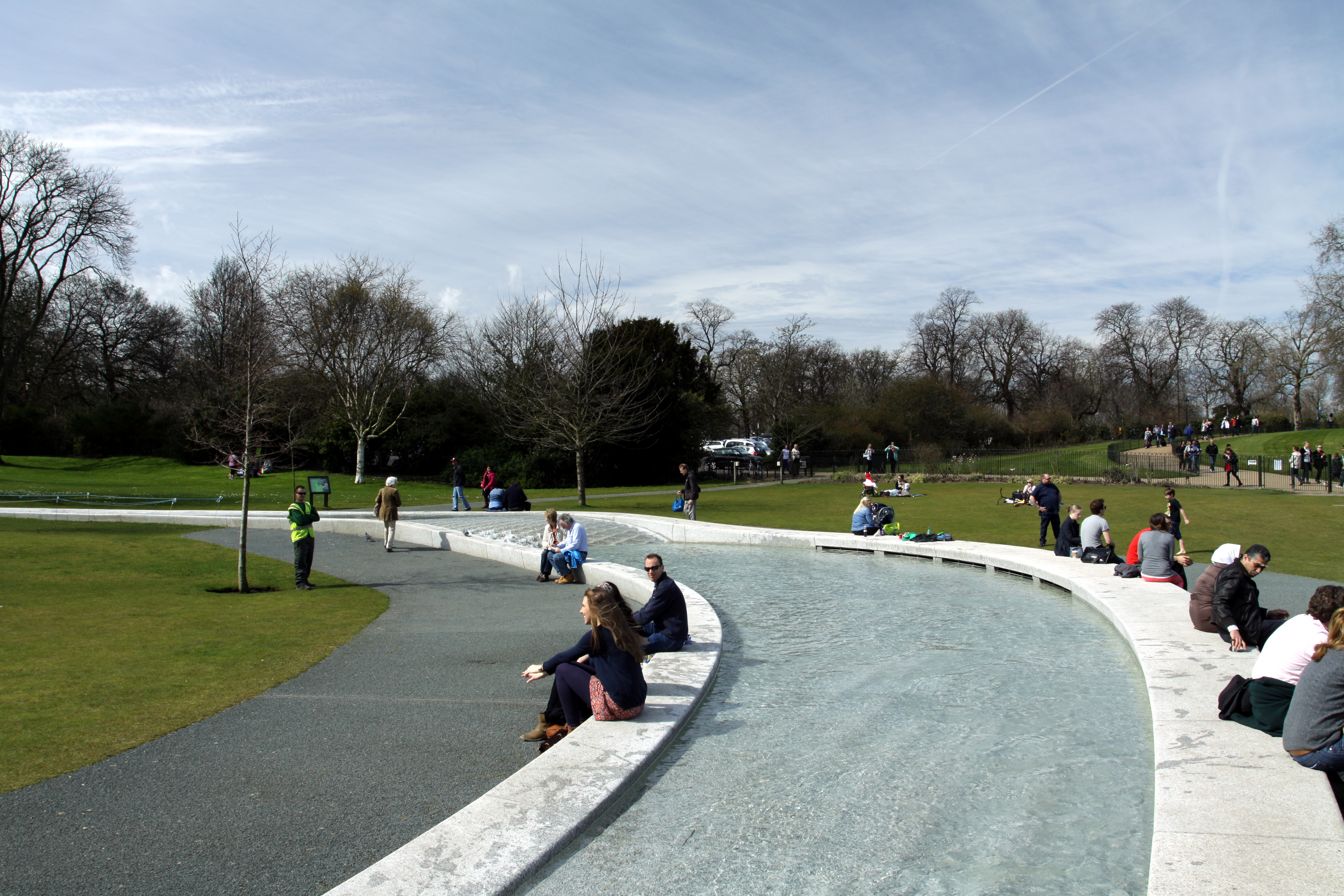
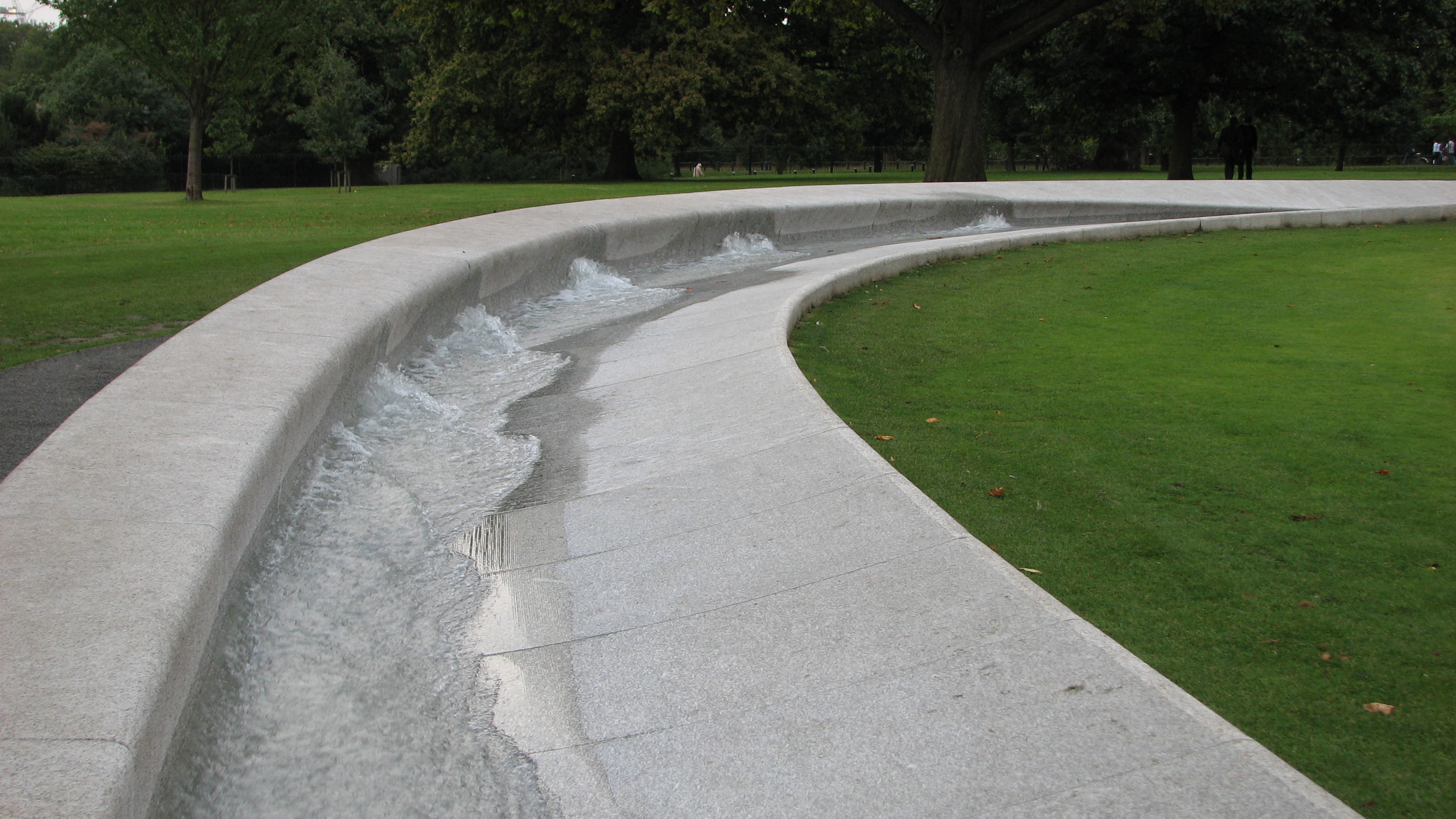